# Centrolene azulae
Centrolene azulae е вид жаба от семейство Centrolenidae. Видът е застрашен от изчезване.

## Разпространение
Разпространен е в Перу.

## Описание
Популацията на вида е намаляваща.